# Pradosia lactescens
Pradosia lactescens är en tvåhjärtbladig växtart som först beskrevs av Vell., och fick sitt nu gällande namn av Ludwig Radlkofer. Pradosia lactescens ingår i släktet Pradosia och familjen Sapotaceae. Inga underarter finns listade i Catalogue of Life.